# Jules Houel
Guillaume Jules Hoüel (també escrit Houël) (1823-1886) va ser un matemàtic francès, catedràtic de la universitat de Bordeus.

## Vida i Obra
Houël va néixer en una família protestant de Normandia. Després d'estudiar al lycée de Caen i al collège Rollin de París, va ingressar el 1843 a l'École Normale Supérieure, on es va graduar el 1847. Els anys següents va ser professor als lycées de Bourges (1847), Pau (1848-49), Bordeus (1850) i Alençon (1851-52). A partir de 1852, es pren un temps per aprofundir en els seus estudis matemàtics, que acaba el 1855, amb la presentació de la seva tesi doctoral a la universitat de París. Tot i que ell volia treballar en astronomia però no va aconseguir un lloc a l'observatori de París, va ser nomenat catedràtic de matemàtiques pures a la universitat de Bordeus el 1859, càrrec que va mantenir fins a la seva resignació el 1884, per motius de salut.
La seva obra principal és la Théorie élémentaire des quantités complexes, publicada en quatre volums entre 1867 i 1873, basada en les seves classes d'anàlisi matemàtica real i complexa a la universitat. Ell va ser el redescobridor de l'obra d'Argand, que va reeditar el 1876; però, tot i que en va cercar les dades biogràfiques, no va reeixir-hi.
Houël era poliglota i va mantenir correspondència amb molts matemàtics europeus contemporanis. La més interessant és la que va creuar amb Gaston Darboux, Gösta Mittag-Leffler, Eugenio Beltrami i Joseph Marie de Tilly. En els dos primers casos va ser sobre anàlisi matemàtica, però en els dos darrers va versar sobre geometria no euclidiana. Houël va ser el primer d'anunciar que Beltrami havia demostrat la impossibilitat de demostrar el cinquè postulat d'Euclides.